# هاريوت ستانتون بلاتش
كانت هاريوت إيتون ستانتون بلاتش (20 يناير 1856 – 20 نوفمبر 1940) كاتبة أمريكية، ومناصرة لحقوق المرأة، وهي ابنة الناشطة الرائدة في مجال حقوق المرأة إليزابيث كادي ستانتون.

## السيرة الشخصية
ولدت هاريوت إيتون ستانتون، وهي الابنة السادسة من بين سبعة أطفال، في سينيكا فولز، نيويورك، للناشطين الاجتماعيين إليزابيث كادي ستانتون وهنري بروستر ستانتون. التحقت بكلية فاسار، حيث تخرجت بدرجة في الرياضيات عام 1878. التحقت بمدرسة بوسطن للخطابة لمدة عام، ثم أمضت معظم سنوات 1880-1881 في ألمانيا وعملت مدرّسة للفتيات الصغيرات.
في رحلة عودتها إلى الولايات المتحدة، التقت برجل الأعمال الإنجليزي ويليام هنري بلاتش الابن المعروف باسم «هاري بلاتش». تزوج الاثنين في عام 1882، وعاشا في باسينجستوك، هامبشاير، لمدة عشرين عامًا، حيث كان هاري مدير مصنع الجعة في مصنع للخمور، مصنع جعة باسينجستوك، جون ماي وشركاه.
أنجبا ابنتين توفيت الثانية في سن الرابعة. واصلت ابنتهما الأولى، نورا ستانتون بلاتش بارني، تقاليد الأسرة بصفتها مناصرة لحقوق المرأة، وكانت أول امرأة أمريكية تحصل على شهادة في الهندسة المدنية، وتزوجت لفترة وجيزة من لي دي فورست، قبل الدخول في زواج ثانٍ أطول. توفي هاري بلاتش في عام 1915، بعد تعرضه لصعق كهربائي.
في عام 1881، عملت هاريوت ستانتون مع والدتها ماتيلدا جوسلين غايج وسوزان برونيل أنتوني على كتاب تاريخ حق المرأة في التصويت. ساهمت بكتابة فصل رئيسي في المجلد الثاني، حيث تضمنت تاريخ الجمعية الأمريكية المطالبة بحق المرأة في الاقتراع، وهي منافسة لجمعية ستانتون وأنتوني الوطنية للمطالبة بحق المرأة في الاقتراع. ساعد هذا الإجراء في التوفيق بين المنظمتين.
وأثناء وجودها في إنكلترا، أجرت دراسة إحصائية عن ظروف المرأة العاملة في الريف الإنكليزي، حيث حصلت بموجب ذلك على درجة الماجستير من فاسار. في تعداد عام 1901 سُجلت بلاتش كزائر في هاسليمير، ساري في منزل شكل جزءًا من حركة هاسليمير للفنون الريفية، وهي مجموعة شجعت تعليم الحرف اليدوية للنساء والفتيات الريفيات. كما عملت مع مجموعات الإصلاح الاجتماعي الإنجليزية، بما في ذلك جمعية الحكومة المحلية للمرأة، والجمعية الفابية، ورابطة حقوق المرأة. في رابطة حق انتخاب المرأة طورت تقنيات تنظيمية استُخدمت لاحقًا في أمريكا.

## حملات الاقتراع
عند عودتها إلى الولايات المتحدة في عام 1902، سعت بلاتش إلى تنشيط حركة حق المرأة الأمريكية في الاقتراع، التي أصابها الركود. انضمت في البداية إلى قيادة الرابطة النسائية النقابية. في عام 1907، أسست رابطة المساواة للمرأة الداعمة لنفسها (أُعيد تسميتها لاحقًا باسم الاتحاد السياسي النسائي)، لتوظيف نساء الطبقة العاملة في حركة الاقتراع. تألفت العضوية الأساسية للرابطة من 20000 عاملة، ومنظفات ملابس، وصانعات للملابس الجاهزة من الجانب الشرقي الأدنى من مدينة نيويورك. نجحت المنظمة في الضغط من أجل تحقيق المساواة في أجور المدرسات في نيويورك.
من خلال هذه المجموعة، نظمت بلاتش وقادت موكب الاقتراع في نيويورك عام 1910. ونجحت بلاتش في تعبئة العديد من نساء الطبقة العاملة، حتى مع استمرارها في التعاون مع نساء المجتمع البارزات. تمكنت من تنظيم احتجاجات نضالية في الشوارع عندما كانت ما تزال تعمل بخبرة في سياسة الغرفة الخلفية لتحييد معارضي تاماني هول الذين يخشون من أن النساء سيصوتون لصالح الحظر. وخلال السنوات التي دافعت فيها عن حقوق المرأة، نشرت بلاتش أيضا كتابًا بعنوان تعبئة سلطة المرأة، ألهم هذا الكتاب النساء من جميع أنحاء الولايات المتحدة للاعتراف بمكانتهن في المجتمع.
حقق الاتحاد قوة سياسية كبيرة، وضغط بنشاط من أجل تعديل دستوري لولاية نيويورك لمنح النساء حق التصويت، والذي تحقق في عام 1917 بعد أن قل عدد معارضي تاماني هول. في عام 1915، اندمج الاتحاد السياسي النسائي التابع لبلاتش مع اتحاد كونجرس أليس بول ولوسي بيرنز، والذي أصبح في النهاية حزب الوطني للمرأة.